# SupeSite
SupeSite是一套獨立的內容管理系統（CMS），並且擁有強大對Discuz!論壇資訊和UCenter Home個人空間資訊聚合的功能，目前最新版本為7.0。為站長提供了一個創新的社區門戶解決方案。通過SupeSite軟體，社區論壇相關內容可以完成智慧化的提取，並可將相關聯資料及時的更新，SupeSite與站內論壇（Discuz!）和個人空間（UCenter Home）協同運轉，能更加輕鬆地將網站龐大繁瑣的資料資源進行有效整合，大大減少查找和管理上的不便，自動生成一個生態型Web2.0社區門戶。

## 特色

### 新增
- 增加使用者空間添加自我模型展示
- 增加專題分類功能

### 修改
- 修正模型審核BUG
- 專題在繁體版本下不能搜索的功能

- 修改使用者後臺模型線上投稿對齊問題
- 修改用戶後臺統一加入操作js確認
- 修改模型範本點擊用戶名直接進入個人空間
- 修改功能頻道設置對模型訪問位址單獨指定的bug
- 修改模型匯出導入保留分類關係
- 修改專題編輯時範本錯位問題
- 修改專題範本，顯示專題題圖

- 修正模型分類下面添加子分類BUG
- 修正模型升級時不再需要把modelupgrade.php移到根目錄下執行
- 修正資訊在個人後臺發佈與編輯時的JavaScript錯誤
- 修正投票清單的樣式表

## 版本概觀
| 標示：         |                |          |          |          |
| 舊有版本不支援 | 舊有版本支援中 | 現有版本 | 測試版本 | 未來版本 |

| 名稱                            | 版本           | 發行日期      | 主要改變                                     |
| SupeSite 7.0開源                | 7.0            | 2009年4月22日 | （正式版開源發布）                           |
| SupeSite 7.0                    | 7.0            | 2009年3月     | （開源發布）                                 |
| SupeSite 6.01 / X-Space 4.01 UC | 6.01 / 4.01 UC | 2008年4月     | （與UCenter、UCenter Home、Discuz!同步發布） |
| SupeSite 6.0 / X-Space 4.0      | 6.0 / 4.0      | 2008年1月     |                                              |
| SupeSite 5.5 / X-Space 3.0      | 5.5 / 3.0      | 2007年5月     |                                              |
|                                 |                |               |                                              |

## 外部連結
- SupeSite官方站